# Atsushi Obata
Atsushi Obata (en japonés: 小畑篤史, Obata Atsushi; 15 de diciembre de 1973) es un deportista japonés que compitió en remo. Ganó una medalla de bronce en el Campeonato Mundial de Remo de 2001, en la prueba de cuatro scull ligero.

## Palmarés internacional
| Campeonato Mundial | Campeonato Mundial | Campeonato Mundial | Campeonato Mundial  |
| Año                | Lugar              | Medalla            | Prueba              |
| ------------------ | ------------------ | ------------------ | ------------------- |
| 2001               | Lucerna (Suiza)    | Medalla de bronce  | Cuatro scull ligero |